# Histoire du réseau viaire de Paris

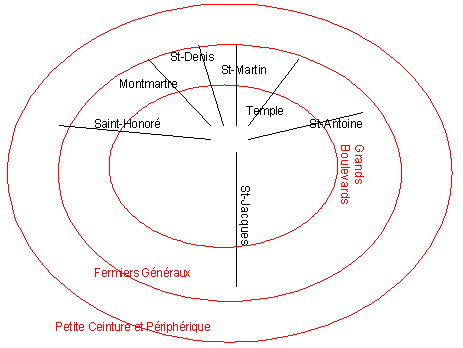
Structure schématique du réseau des rues de Paris.

Le tracé des voies parisiennes qui détermine la forme radioconcentrique du plan de la ville, associant liaisons en étoile du centre à la périphérie et rocades, est le fruit d’une longue histoire, de l’Antiquité jusqu’au début du XXe siècle, époque où la physionomie de  Paris est pour l’essentiel fixée après les travaux d’Haussmann et l’achèvement de son plan sous la IIIe République.
Les opérations portant sur la trame viaire à partir de la deuxième moitié du XXe siècle concernent, en grande majorité, des lotissements dans les quartiers périphériques.
La typologie des voies correspond, en partie, à l’évolution chronologique, les lotissements succédant aux rues de faubourgs fixées pour l’essentiel au Moyen Âge, au moins comme chemins ruraux. Les percements sont plus tardifs, les premiers datant du XVIIe siècle, la majorité de la deuxième moitié du XIXe siècle. De ces trois catégories principales, celle des lotissements est la plus étalée dans le temps, du Moyen Âge à nos jours.
La création des anneaux du centre à la périphérie correspond à l'abandon des enceintes successives, de la première du Moyen Âge à celle de Thiers qui fixe la limite de la ville en 1860 et qui n'est déclassée qu'en 1919.

## Rues de Faubourgs
Ces rues, les plus anciennes, ont, pour une grande partie d'entre elles, leur origine dans les voies reliant Paris aux villages environnants, certaines se poursuivant vers d’autres régions. Cette catégorie  comprend également des voies transversales reliant entre eux d’anciens  villages ou hameaux périphériques englobés dans la ville lors de son expansion.
Ces routes et chemins de campagne qui s’urbanisent progressivement sont des voies naturelles, les premières d’origine romaine, peut-être même gauloise pour quelques grands axes, datant du Moyen Âge pour la plupart.
Le développement de la ville s’est effectué en forme de doigts de gant le long de ces rues de faubourg, ou partiellement en toile d’araignée en comprenant quelques axes transversaux. L’expansion de la ville s’est poursuivie, essentiellement sous forme de lotissements, sur les territoires ruraux  entre les faubourgs plus précocement construits, par exemple le lotissement de la Nouvelle ville d'Angoulême dans le Marais du Temple au sud du faubourg du Temple.

### Voies romaines
Des voies romaines sont à l’origine de la rue Saint-Jacques, le cardo maximus de Lutèce et de son prolongement au sud, la rue de la Tombe Issoire, de la rue Saint-Martin vers Senlis et Reims, d’un axe parallèle, la rue Saint-Denis en direction de Beauvais, de la rue François-Miron et de la rue Saint-Antoine, voie de Paris à Melun, de la rue Lhomond, de l’avenue des Gobelins et de l’avenue de Choisy, amorce de la voie vers Lugdunum (Lyon), de la rue Mouffetard, voie de contournement par l’est du sommet de la montagne Sainte-Geneviève, de la rue de Vaugirard vers Dreux, peut-être de la rue Saint-Honoré vers Rouen (celle-ci a été vraisemblablement déplacée lors de la construction du Louvre). À l’exception de ces axes, le tracé en damier de modules carrés de 300 pieds romains de côté, soit 88,80 mètres, de la ville antique sur la pente nord de la Montagne Sainte-Geneviève  s’est effacé au Moyen Âge. Les voies parallèles  à la rue Saint-Jacques (cardo) ou perpendiculaires par exemple la rue Cujas ou la rue des Ecoles qui pourraient correspondre au decumanus, ont été tracées après cet effacement.

Voies romaines et voies de faubourg
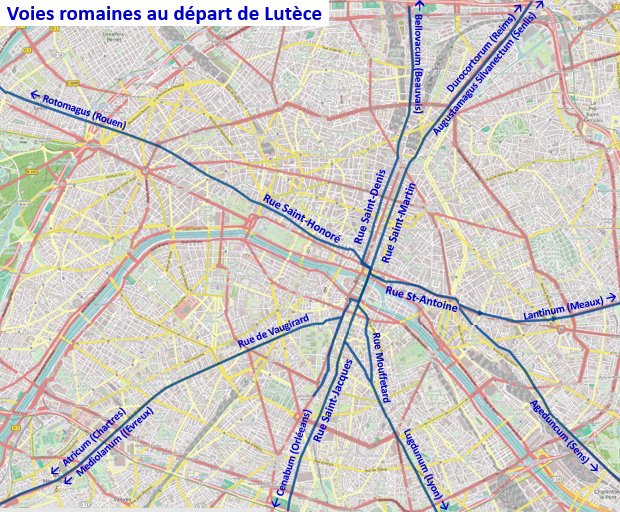
Voies romaines au départ de Lutèce.
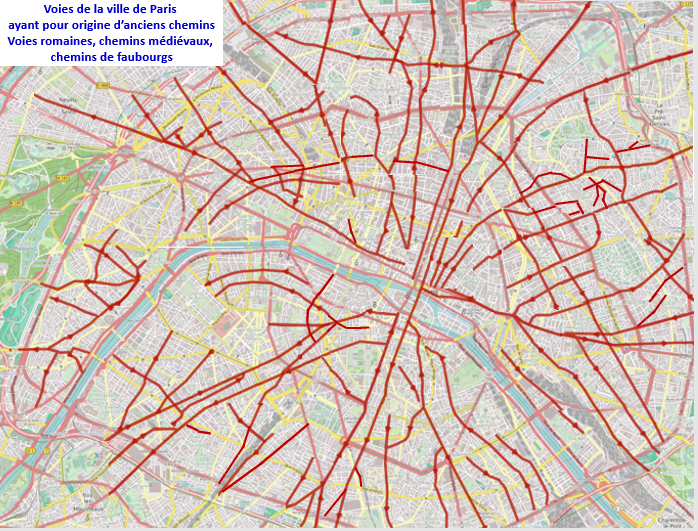
Voies de Paris ayant pour origine d’anciens chemins.

## Les rues de lotissement
Ces voies sont ouvertes à l’intérieur de terrains divisés en lots à bâtir. Les rues de lotissements représentent 48 % des voies de Paris.
Les lotissements peuvent être établis à l’emplacement de bâtiments préexistants, tels qu’hôtels particuliers, couvents, abattoirs, prisons, usines, préalablement détruits et de leurs annexes (cours, jardins, parcs) ou sur des terrains agricoles lotis par leur propriétaire ou par des lotisseurs acquéreurs de ces biens. Les créations de voies ont été soumises à des autorisations, le lotisseur s’engageant à respecter des règles de plus en plus précises et contraignantes au fil du temps, de largeur et d’urbanisme, et de faire effectuer par un entrepreneur de la Ville les travaux de voiries (égouts, aménagements de chaussée…) .

Lotissements : exemple de la plaine de Passy et plan d'ensemble
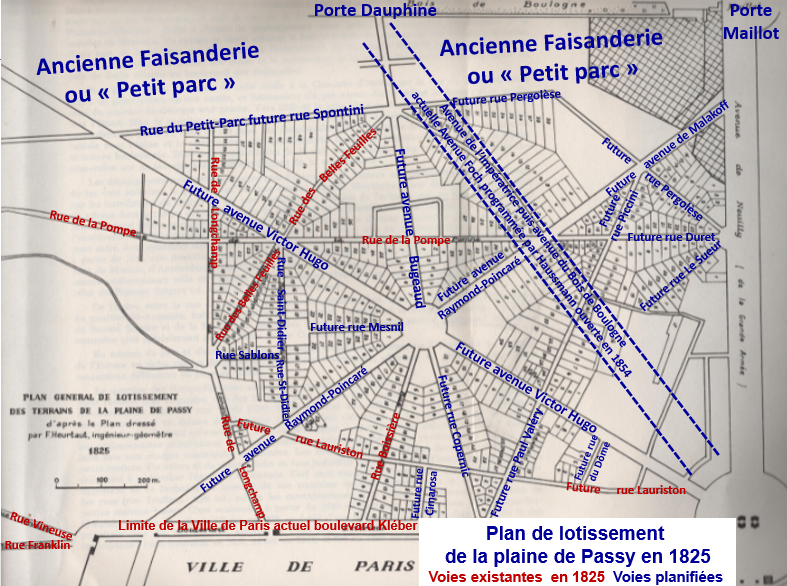
Plan de lotissement de la plaine de Passy de 1825.
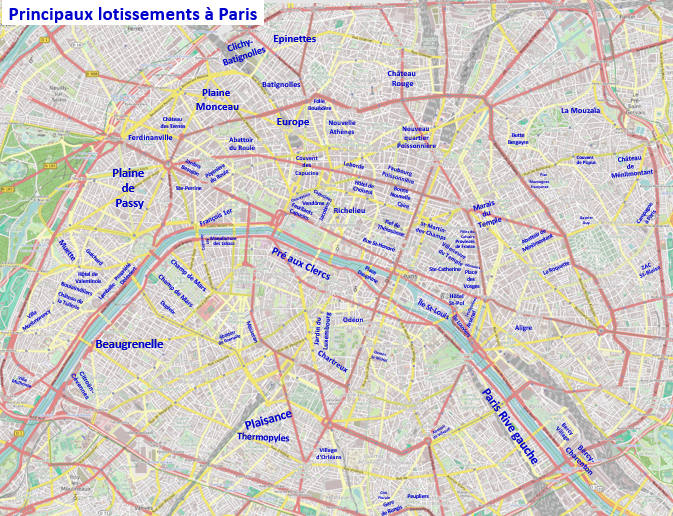
Principaux lotissements parisiens du Moyen-Âge à nos jours.

Principaux lotissements par période de création.

### Moyen Âge
Fief Thiron : ces rues au nord de l’actuelle rue des Ecoles ont disparu lors des travaux du Second-Empire, fief de Thérouanne le long de la rue Saint-Denis près des Halles, territoire entre la rue Saint-Honoré et les Halles, Ville-Neuve du Temple, Bourg Saint-Martin-des-Champs.

### XVIesiècle,XVIIesiècle,XVIIIesiècle
Hôtel Saint-Pol, Place des Vosges, Île Saint-Louis, Place Dauphine, Pré-aux-Clercs, Culture Sainte-Catherine, quartier Richelieu, Faubourg Poissonnière, Butte de Bonne-Nouvelle, Hôtel de Choiseul, Hôtel de Laborde, rue Masseran, Pépinière du Roule, quartier de l'Odéon, Nouvelle Ville d'Angoulême, partie ouest du jardin du Luxembourg : rue Guynemer, rue Madame, rue de Fleurus.

### Première moitié duXIXesiècle
Le plan des artistes établi à la fin des années 1790 propose l’ouverture de voies sur  les domaines du clergé, de la Couronne et des émigrés devenus biens nationaux.
Ce plan est appliqué en partie, par lotissement de plusieurs de ces domaines notamment le couvent des Feuillants et des Capucins (ilot autour de la rue du Mont-Thabor, partie sud du Jardin du Luxembourg, notamment rue d'Assas), Couvent des Capucines, Couvent des Filles de la Conception, couvent des Filles-du-Calvaire, Couvent des Filles-Saint-Thomas (place de la Bourse et rue des Colonnes), Nouveau quartier Poissonnière.
Des territoires à la périphérie de la zone urbanisée sont lotis sous la Restauration et la monarchie de Juillet : Plaine de Passy, quartier de l'Europe, Beaugrenelle, Nouveau Village d’Orléans, quartier François 1er, Nouvelle Athènes, parc du château de Ménilmontant aliéné à la fin du XVIIIe siècle, loti au début du XIXe siècle dans l'ancienne commune de Belleville.
Des couvents et hôtels particuliers et leur jardin sont vendus et lotis : couvent des Capucins, hôtel de Valentinois, château de Boulainvilliers, Château Rouge.

### Second-Empire
Au cours du Second-Empire, qui est surtout la période des percements de grands axes, plusieurs lotissements sont créés :  Villa Montmorency, quartier Plaisance, Plaine Monceau, ancien parc de l'amiral d'Estaing dans lequel sont ouvertes plusieurs rues au nord de la rue de Passy, maison Sainte-Perrine (ouverture des rues Christophe-Colomb, rue Magellan, rue Bassano, rue Euler), couvent de La Roquette.

### IIIè République
Lotissements créés au cours de la IIIè République : Abattoir du Roule, quartier de la Mouzaïa, Campagne à Paris, Abattoir de l’Hôpital (entre le boulevard de l'Hôpital et le boulevard de la Gare), ancienne propriété Delessert à Passy, Abattoir de Ménilmontant, Villa Mulhouse, château de la Muette, butte Bergeyre, rues autour de la place des Peupliers, Cité Florale, hôtel de Lamballe, Château de la Tuilerie.

### Après 1950
Les lotissements s'étendent sur d'anciens chais, d'anciennes usines, installations militaires ou ferroviaires : ZAC Citroën-Cévennes,ZAC Dupleix, Bercy Village, Clichy-Batignolles, Bercy-Charenton. Les opérations de rénovation urbaines de l'Est-parisien comprennent l'élargissement des voies mais modifient assez peu leur tracé.

## Les percées
Les percées sont des voies tracées par une autorité publique dans un tissu urbain. Leur création exige l’expropriation des terrains nécessaires ou leur acquisition amiable par voie d’échange ou toute forme d’indemnisation des propriétaires. En l’absence de loi fixant le régime des       expropriations, les percements sont rares dans le centre de la ville sous l’ancien Régime et au début du   XIXe siècle avant les travaux du Second-Empire facilités par l'évolution de la législation.

### Premiers percements
Les premières voies percées à Paris au début du XVIIe siècle sont la rue Dauphine et la rue du Roule dans l’axe du Pont-Neuf.
La partie des grands boulevards de la place de la Madeleine à la rue Poissonnière a été créée après le déclassement de l’enceinte des Fossés jaunes en 1670, en avant de cette fortification, sur un territoire en majorité agricole.
La rue de Rivoli de la place de la Concorde à la rue de Rohan est percée sous le Premier Empire en grande partie sur les terrains d’anciens couvents, le boulevard Malesherbes de la place de la Madeleine à la rue d’Anjou sous la Restauration.
Les créations de la monarchie de Juillet sont assez limitées : rue du Pont-Louis-Philippe, rue Rambuteau, dans l’île de la Cité les rues d’Arcole et de Lutèce élargies sous le Second-Empire.

### Voies de prestige et stratégiques
Les grandes avenues tracées à la fin du  XVIIe siècle et au cours du XVIIIe siècle à la lisière des quartiers urbanisés sur des territoires peu construits peuvent être assimilés à des percements : 
- dans l'ouest parisien, l'avenue des Champs-Elysées, l'avenue Gabriel, le Cours  la Reine, l'avenue Matignon et l'Allée des Veuves, actuelle  avenue Montaigne ;
- les avenues rayonnantes autour de l’Hôtel des Invalides et de l’Ecole militaire : Saxe, Breteuil, Villars, de Tourville, de la Motte-Piquet, boulevard de La Tour-Maubourg ;
- les boulevards du Midi comprenant les boulevards des Invalides, Montparnasse, Raspail du boulevard du Montparnasse à la place Denfert-Rochereau (ancienne barrière d’Enfer) et les boulevards Saint-Jacques, Auguste-Blanqui (anciennement de la Glacière), de l’Hôpital de la barrière d'Enfer à la Seine.

### Second-Empire
La majorité des percements à Paris date des travaux d’Haussmann.
Les axes créés confortent la structure radioconcentrique du réseau avec la création de la grande croisée Nord-Sud des boulevards de Strasbourg, boulevard Sébastopol, boulevard du Palais, boulevard Saint-Michel et Est-Ouest (prolongement de la rue de Rivoli jusqu'à la rue Saint-Antoine) et de rocades, boulevard Saint-Germain complétant en rive gauche les grands boulevards de la rive droite, boulevard Saint-Marcel et boulevard Arago complétant les boulevards du Midi du XVIIIe siècle, ensemble de rues au sud et à l'est à mi-distance entre les boulevards des Maréchaux et les boulevards extérieurs de l'ancien mur des Fermiers généraux.
Ces axes sont complétés par des diagonales, la plupart pouvant être considérés comme des compléments de parcours annulaires, et le projet haussmannien est poursuivi après la chute du Second Empire jusqu'au raccordement du boulevard Haussmann au boulevard Montmartre en 1925.

Percements
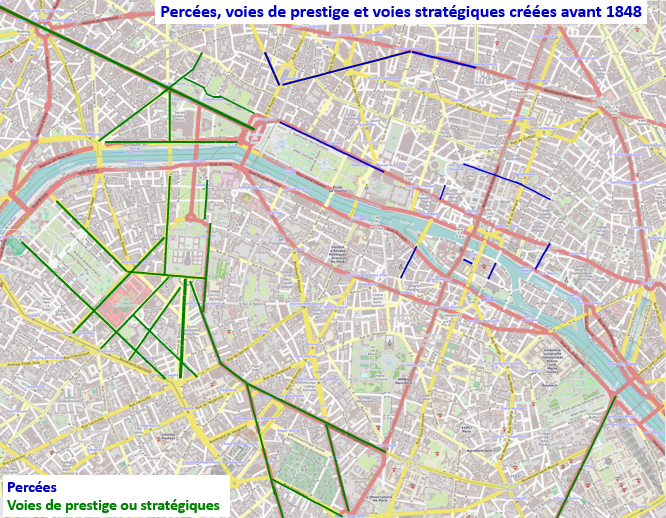
Voies percées à Paris avant 1848.
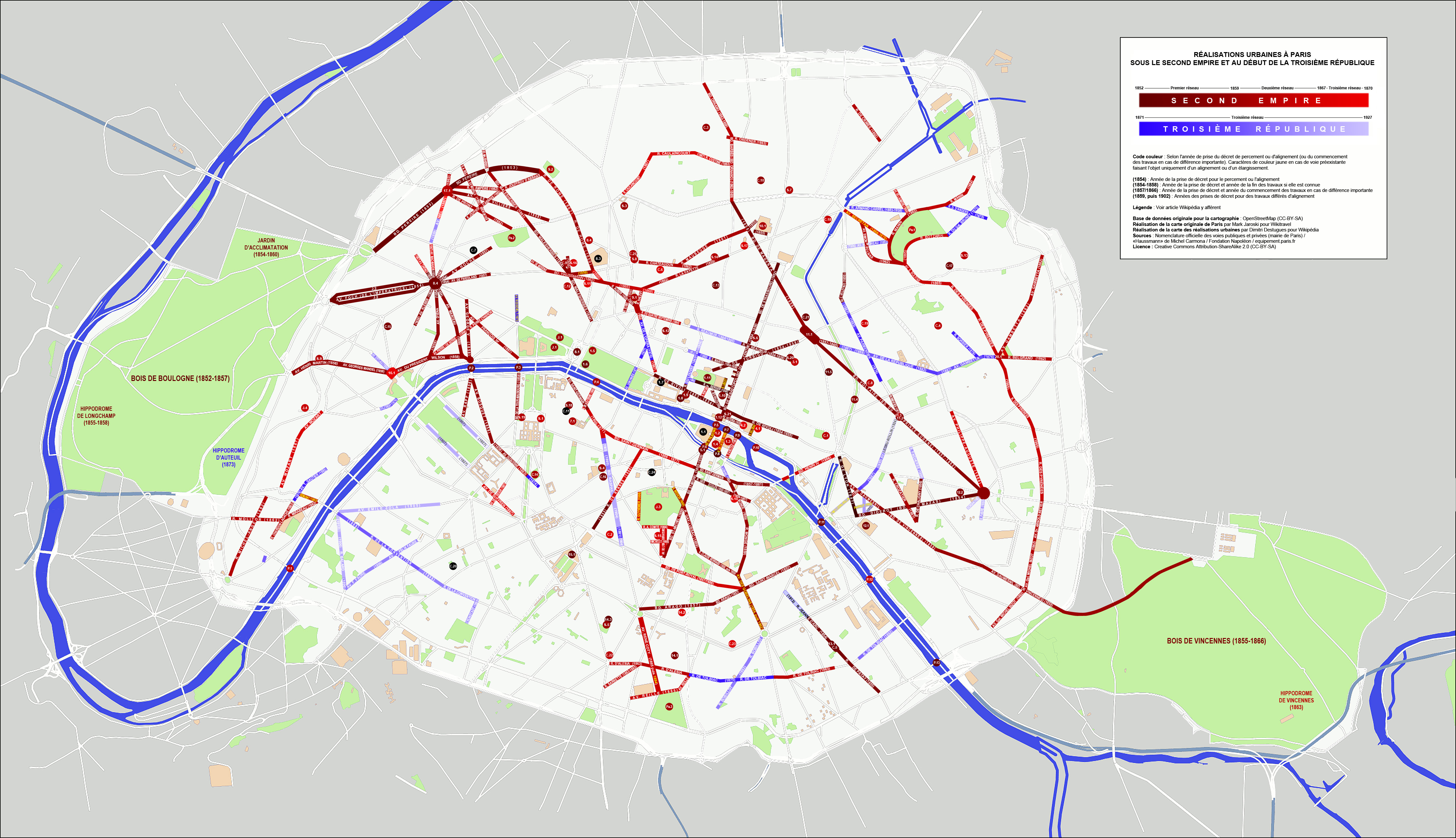
Réalisations urbaines du Second Empire.

## Anciennes enceintes
Les voies créées sur les anciennes enceintes forment les principaux anneaux du plan de Paris

### Première enceinte médiévale
Cette enceinte est à l’origine de quelques courtes rues dans quartiers centraux de la rive droite : rue Perrault (ancienne rue des Fossés-Saint-Germain-l’Auxerrois), impasse des Bourdonnais, rue de la Ferronnerie, rue de la Reynie, rue des Barres.

### Enceinte de Philippe-Auguste
L’empreinte de ce rempart, répartie sur les deux rives est sensiblement plus importante.
En rive droite : rue Jean-Jacques Rousseau, rue Tiquetonne, rue Mauconseil, impasse des Peintres, rue du Bourg-l’Abbé, rue aux Ours, rue du Grenier-Saint-Lazare, rue des Jardins-Saint-Paul.
En rive gauche : rue des Fossés-Saint-Bernard, rue du Cardinal-Lemoine, rue Thouin, rue de l’Estrapade, rue des Fossés-Saint-Jacques, rue Malebranche de la rue Saint-Jacques à la rue Paillet rue Monsieur-le-Prince (ancienne rue des Fossés Saint-Germain), Cour Saint-André, rue Mazarine.

### Enceinte duBourg Saint-Marcel
Ces petites fortifications démolies en 1561 sont à l’origine de plusieurs voies secondaires des Vè et  XIIIè arrondissements :  rues des Gobelins et de la Reine Blanche sur le tracé d’une première enceinte, rue Le Brun, rue des Fossés-Saint-Marcel, une partie de la rue Daubenton sur celui d’une deuxième.

### Enceinte de Charles V
Cette enceinte dont il ne reste aucun vestige, a laissé une forte empreinte sur le plan de la rive droite : 
- sur la partie déclassée en 1670 : boulevard Saint-Denis, boulevard Saint-Martin, place de la République, boulevards du Temple, des Filles du Calvaire, Beaumarchais, Bourdon ;

- sur la partie détruite au début XVIIe siècle à la suite de la création de l'enceinte des Fossés Jaunes : rue de Cléry, rue d’Aboukir, rue du Mail ;

- sur les fossés : rue Amelot (ancienne rue des Fossés du Temple), rue René-Boulanger (ancienne rue des Fossés-Saint-Martin), rue Saint-Sabin (contrescarpe du bastion Saint-Antoine).

### Enceinte des Fossés Jaunes
La démolition de cette enceinte est à l’origine, indirectement des boulevards de la Madeleine, des Capucines, des Italiens, Montmartre et Poissonnière tracés en avant de l’ancien rempart, plus directement de la rue Royale, la rue Feydeau (ancienne rue des Fossés Montmartre)  et du boulevard de Bonne-Nouvelle.

### Mur des Fermiers Généraux
Le parcours de cet enceinte fiscale démolie en 1860 correspond à l’ensemble des boulevards dits «boulevards extérieurs» sur le tracé des lignes de métro 2 et 6, sauf entre les stations Bir Hakeim et Trocadéro où le mur établi dans un terrain accidenté ne correspond à aucune voie actuelle et entre les stations Boissière et Charles-de-Gaulle-Étoile où le mur était situé entre les rues Dumont d’Urville et La Pérouse, à l’est de l’avenue Kléber.

### Enceinte de Thiers
Les boulevards des Maréchaux correspondent à la voie militaire intérieure de l’enceinte construite au début des années 1840 et déclassée en 1919 (au sud d’Auteuil le boulevard Murat non le boulevard Exelmans, dans l’est parisien le boulevard Sérurier et non les boulevards d’Indochine et d’Algérie tracés un peu en avant de l’ancien rempart).
Le boulevard périphérique est tracé dans l’ancienne zone non constructible entourant la fortification.

Voies tracées sur d'anciennes enceintes
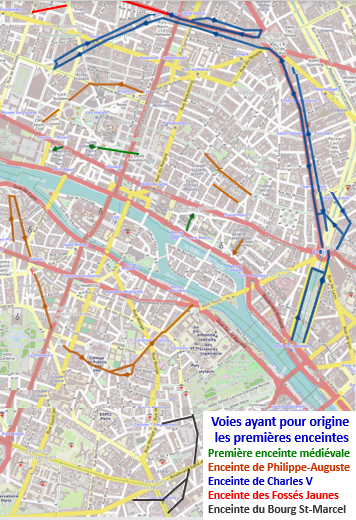
Rues ayant pour origine les premières enceintes de Paris.
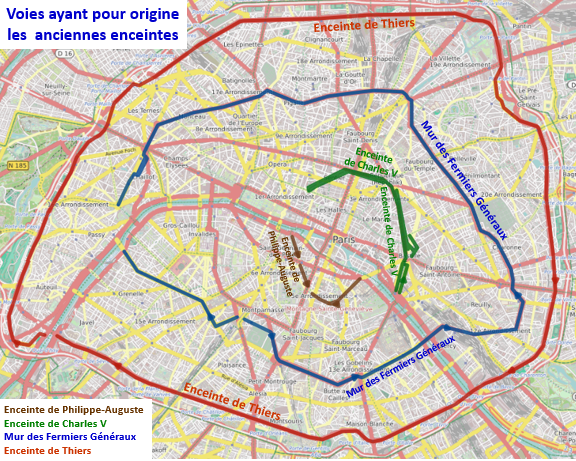
Voies ayant pour origine les anciennes enceintes de Paris.

## Égouts

Voies tracées sur d'anciens égouts
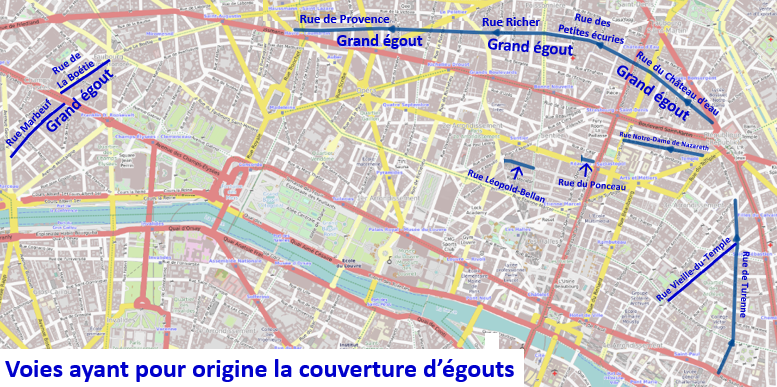
Rues de Paris ayant pour origine d'anciens égouts.
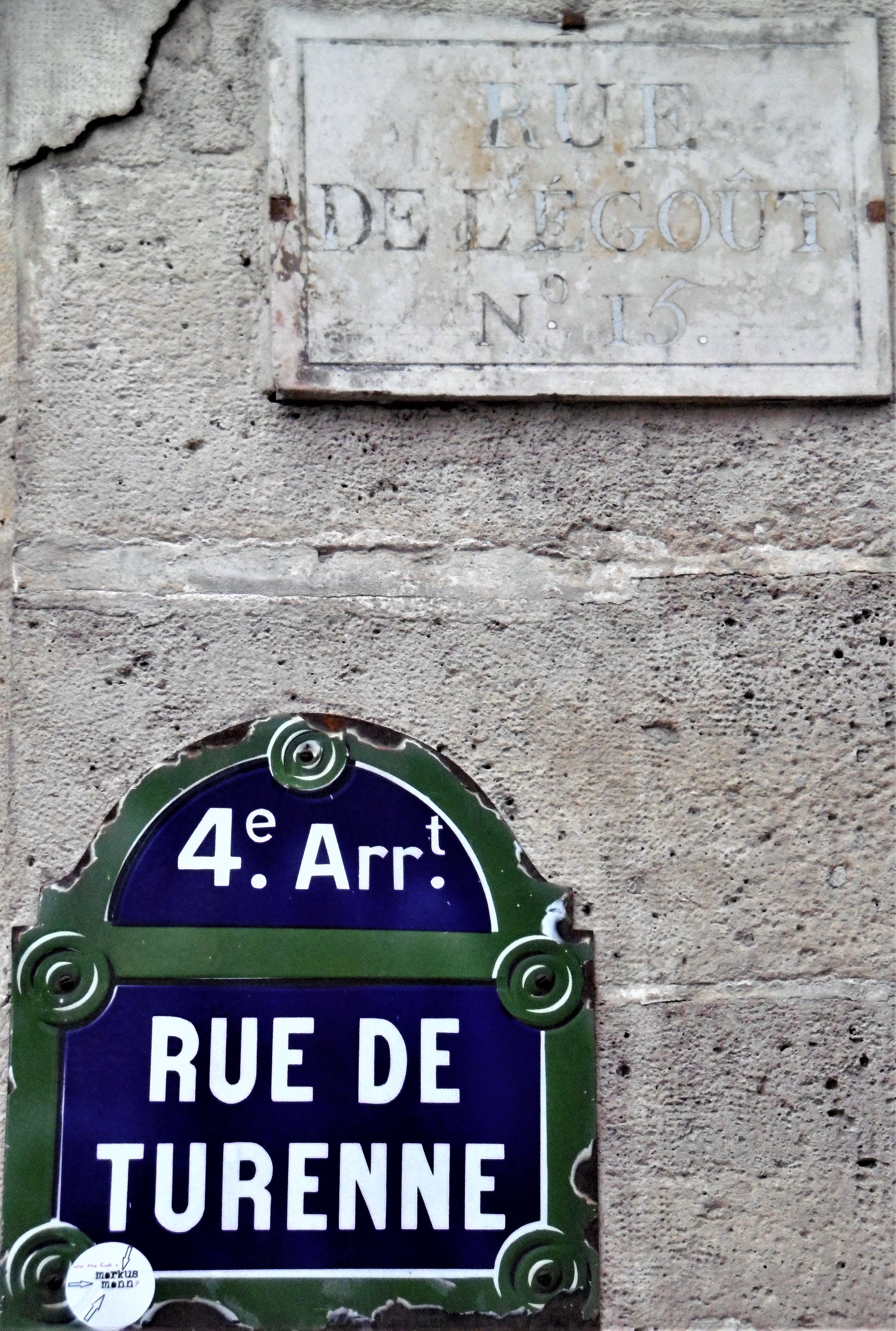
Rue de Turenne-rue de l'Égout.

Les rues tracées sur la couverture d’anciens égouts participent, en rive droite, à la structure concentrique du plan de Paris.
- Rues ouvertes dans les années 1760 sur la couverture du grand égout : rue du Château-d'Eau, rue Richer, rue des Petites-Ecuries, rue de Provence, rue Marbeuf.

- Rues ouvertes au cours du XVIIe siècle sur un égout intérieur à l'enceinte de Charles V, de tracé semi-circulaire : rue de Turenne, rue Vieille-du-Temple, rue Béranger (tracée entre l'égout et l'ancienne enceinte), rue Notre-Dame-de-Nazareth, rue du Ponceau, rue Léopold-Bellan.